# Sven Jonasson
Sven Gunnar Jonasson (ur. 9 lipca 1909 w Borås, zm. 17 września 1984 w Varbergu) – szwedzki piłkarz występujący na pozycji napastnika, reprezentant Szwecji w latach 1932–1940, olimpijczyk, trener piłkarski.

## Kariera klubowa
Wychowanek klubu IK Ymer. W latach 1927–1941 występował w barwach IF Elfsborg, gdzie pobił rekord strzelonych goli (252) i liczby występów (410) w Allsvenskan.

## Kariera reprezentacyjna
Wielokrotny reprezentant kraju, brał udział w Mistrzostwach Świata 1934 (2 gole), Mistrzostwach Świata 1938 (1 gol) oraz Igrzyskach Olimpijskich 1936. W wieku 41 lat z reprezentacją Szwecji zdobył brązowy medal na Mistrzostwach Świata 1950. Jako rezerwowy nie rozegrał na tym turnieju żadnego meczu. W latach 1935 i 1938–40 pełnił funkcję kapitana zespołu narodowego.

## Sukcesy

### Zespołowe
Szwecja
- brązowy medal mistrzostw świata: 1950

IF Elfsborg
- mistrzostwo Szwecji: 1935/36, 1938/39, 1939/40

### Indywidualne
- król strzelców Allsvenskan: 1933/34 (20 goli), 1935/36 (24 gole)